# Amanda Tapping
Amanda Tapping   (Rochford, 28 d'agost de 1965) és una actriu canadenca coneguda per la seva interpretació de la capitana Samantha Carter a la sèrie de televisió Stargate SG-1.

## Biografia
Va néixer a Rochford, Essex (Anglaterra), però la seva família es va mudar a Ontario, Canadà, quan ella tenia tres anys. Després de graduar-se en el North Toronto Collegiate Institute, on va destacar en ciències ambientals i dramatúrgia. Tanmateix, quan va acabar el 1984, va decidir centrar la seva atenció en el drama, assistint a l'University of Windsor School of Dramatic Arts a Windsor, Ontario.
Després d'acabar els seus estudis en arts teatrals començà a fer petits papers teatrals i a aparèixer en anuncis de TV. També començà a tenir petites interpretacions en sèries de TV com a The Outer Limits i Expedients X. A més forma un grup teatral de comèdia anomenat Random Acts amb dues amigues seves, Katherine Jackson i Anne Marie Kerr, a Toronto a principis de la dècada del 1990
Tapping és molt coneguda per la seva interpretació de Samantha Carter, a la sèrie de ciència-ficció de la televisió Stargate SG-1, que debutà l'any 1997. Després que SG-1 va emetre el seu darrer episodi. Tapping va repetir el paper de Samantha Carter a Stargate Atlantis com a nou comandant de l'expedició Atlantis. A la temporada 5, però, el paper de Tapping al programa es va reduir al de "estrella convidada especial" amb només aparicions ocasionals perquè va decidir centrar la seva atenció en el desenvolupament d'una nova sèrie per a Syfy anomenada Sanctuary. L'espectacle es va expandir en una sèrie original de vuit webisodes llançada a Internet el 2007. La major part de l'escenari i els personatges eren completament Croma i CGI creacions. Tapping va servir com a estrella i productor executiu del programa.
El 2007, va guanyar un premi canadenc de comèdia a la millor actriu pel seu paper al curtmetratge Breakdown.
El 18 de setembre de 2012, va ser elegida com un àngel anomenat Naomi a la temporada 8 de la sèrie de televisió Supernatural. Era un personatge recurrent que va aparèixer en set episodis. Va repetir el paper a la temporada 13 "Funeralia", gairebé cinc anys després de la mort aparent del personatge. També va ser nomenada dona de l'any 2015 d'ACTRA.
Amanda està casada amb Alan Kovacs, fuster de professió, amb qui viu a Vancouver, a la Colúmbia Britànica. Tenen una filla, Olivia B., nascuda el 22 de març de 2005.

## Filmografia
- Travelers (sèrie) - temporada 2 (2017)
- Supernatural (sèrie) - temporada 8 (2013)
- Taken Back: Finding Haley (2012)
- Sanctuary (2007)
- Legend of Earthsea (minisèrie de TV) (2004)
- Proof Positive (2004 - 2005)
- Traffic (2004)
- Life or Something Like It (2002)
- Stuck (2002)
- The Void (2001)
- Blacktop (2000)
- Stargate SG-1 (1997-2007)
- Stargate Atlantis
- Booty Call (1997)
- The Donor (1997)
- What Kind of Mother Are You? (1996)
- Golden Will: The Silken Laumann Story (1996)
- Remembrance (1996)
- Flash Forward (1996)
- Degree of Guilt (1995)
- The Haunting of Lisa (1995)
- Net Worth (1995)
- Rent-A-Kid (1995)

## Teatre
- The Wizard of Oz
- The Lion in Winter com "Alais Capet"
- Steel Magnolias - West End Theater
- 1986 Look Back in Anger com "Alison"
- 1987 Children of a Lesser God com "Sarah"
- 1988 The Taming of the Shrew com "Bianca"
- Noises Off
- The Shadow Walkers

## Experiència en la direcció
La primera experiència de direcció de Tapping va ser durant la setena temporada de Stargate SG-1 en un episodi titulat "Resurrection", escrit pel coprotagonista Michael Shanks. Va dirigir el setè episodi de la temporada dos del Santuari titulat "Veritas". Ha dirigit tres episodis (6, 8 i 10) de Primeval: New World, tres episodis (2,12; 3,06; 3,07) de Continuum, i quatre episodis (5, 6, 9 i 10) d'Olympus i episodis més recentment dirigits Dark Matter, Van Helsing, The Magicians i Supernatural, així com el drama històric X Company. També va dirigir 5 episodis (1,12; 2,4; 2,7; 2,8 i 2,9) de Netflix Original Show Travelers; Tapping va dirigir el final de temporada de la sèrie 2017 Anne with an E.